# Columbus Crew Soccer Club
O Columbus Crew Soccer Club, mais conhecido como Columbus Crew, é uma clube de futebol profissional estadunidense com sede em Columbus, Ohio. O time disputa a Conferência Leste da Major League Soccer (MLS), a principal competição de futebol dos Estados Unidos. Manda seus jogos no Lower.com Field desde 2021, quando substituiu seu antigo estádio, o Historic Crew Stadium.

## História

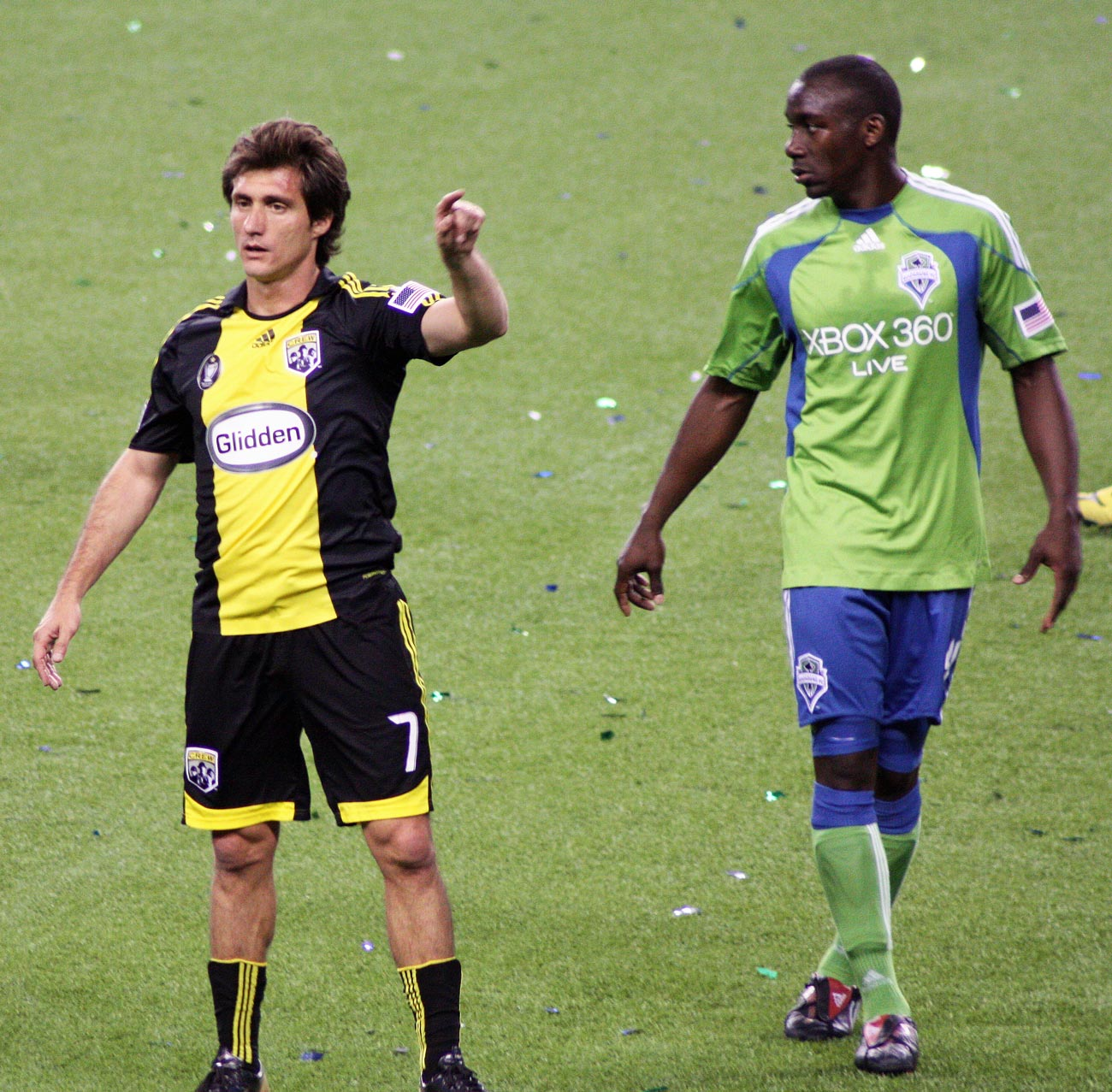
Guillermo Barros Schelotto ao atuar pelo Columbus Crew em partida contra o Seattle Sounders, na temporada 2009

### Origens
Criado em 1994 na cidade de Columbus, estado de Ohio, pelo pioneiro do futebol nos Estados Unidos, Lamar Hunt (falecido em 2006), é um dos fundadores da MLS. O nome Crew significa, aproximadamente, equipe de trabalho. Seu escudo tem como símbolo uma equipe de operários e o time se denomina America's Hardest Working Team (A equipe que mais trabalha duro na América).

### Atualidade
Tem cinco títulos oficiais em seu currículo: a US Open Cup, em 2002, a MLS Cup de 2008 e 2020, e a MLS Reserve Division de 2011 e 2012. Chegou pela primeira vez à final da MLS Cup em 13 de novembro de 2008 e conquistou seu primeiro título nessa competição. Em 2011, conquistou pela primeira vez a MLS Reserve Division. Em 2020 foi campeão pela segunda vez da MLS Cup, batendo o Seattle Sounders com o placar de 3 a 0 na final.

#### Trillium Cup, Liga dos Campeões da CONCACAF e Superliga
Em 13 de setembro de 2008, conquistou a Trillium Cup. A conquista da MLS Supporters' Shield em 2008 habilitou a equipe a disputar dois campeonatos internacionais em 2009: a Liga dos Campeões da CONCACAF e a Superliga.

### Possível transferência para Austin
No dia 17 de outubro de 2017, o presidente do clube Anthony Precourt anunciou que poderia realocar a equipe para Austin, Texas se não fosse possível construir um estádio no centro de Columbus. Preocupados com a possível realocação da equipe, os torcedores começaram a campanha Save the Crew, para que a equipe continue em Columbus. Logo depois, foi revelado que a equipe tinha uma cláusula de contrato com a Major League Soccer para realocar a equipe para Austin caso não conseguisse construir um novo estádio.
O time foi comprado pelos proprietário dos Cleveland Browns da NFL, Jimmy e Dee Haslam, e pelo empresário Pete Edwards com o objetivo de manter o time em Columbus. Enquanto o Austin FC de Precourt foi formado separadamente. 
Na temporada de 2020 da MLS, o Columbus Crew se sagrou campeão após derrotar o Seattle Sounders na final por 3x0.

## Rivalidades

### Chicago Fire
Embora não possua uma Copa, como outros clássicos na Major League Soccer, o maior rival do Columbus Crew é o Chicago Fire.

### Trillium Cup
Desde 2008, o Columbus Crew disputa anualmente um título com o Toronto FC. A Trillium Cup.
Em 28 de março de 2009, a rivalidade Toronto x Columbus se intensificou. Os resultados dentro de campo permaneceram a favor do Columbus, com uma série de 5 vitórias e 5 empates a favor do Columbus. No entanto, um incidente fora de campo envolvendo vários fãs do Columbus Crew e da grande quantidade de torcedores que viajaram do Toronto FC, fez essa rivalidade ficar mais violenta. Durante o incidente, um torcedor do Toronto FC foi preso, outro afirmava ter sido pego com pistolas pela polícia de Columbus. Foi relatado que o Crew Stadium, foi danificado por vandalismo na parte sul do estádio, onde os torcedores do Toronto FC estavam sentados.

## Títulos
| CONTINENTAIS   | CONTINENTAIS       | CONTINENTAIS | CONTINENTAIS            |
|                | Competição         | Títulos      | Temporadas              |
| -------------- | ------------------ | ------------ | ----------------------- |
|                | Campeones Cup      | 1            | 2021                    |
|                | Copa das Ligas     | 1            | 2024                    |
| NACIONAIS      |                    |              |                         |
|                | Competição         | Títulos      | Temporadas              |
|                | MLS Cup            | 3            | 2008, 2020 e 2023       |
|                | Supporters' Shield | 3            | 2004, 2008 e 2009       |
|                | U.S. Open Cup      | 1            | 2002                    |
| REGIONAIS      |                    |              |                         |
|                | Competição         | Títulos      | Temporadas              |
| Estados Unidos | Conferência Leste  | 4            | 2008, 2015, 2020 e 2023 |

### Outros torneios
- MLS Fair Play Award (4): 1997, 1999, 2004, 2007
- Carolina Challenge Cup (3): 2004, 2017, 2018
- Lamar Hunt Pioneer Cup (6): 2007, 2012, 2013, 2014, 2016, 2017
- Trillium Cup (6): 2008, 2009, 2010, 2012, 2013, 2015
- MLS Reserve Division (2): 2011, 2012
- Walt Disney World Pro Soccer Classic (1): 2014

### Campanhas de destaque

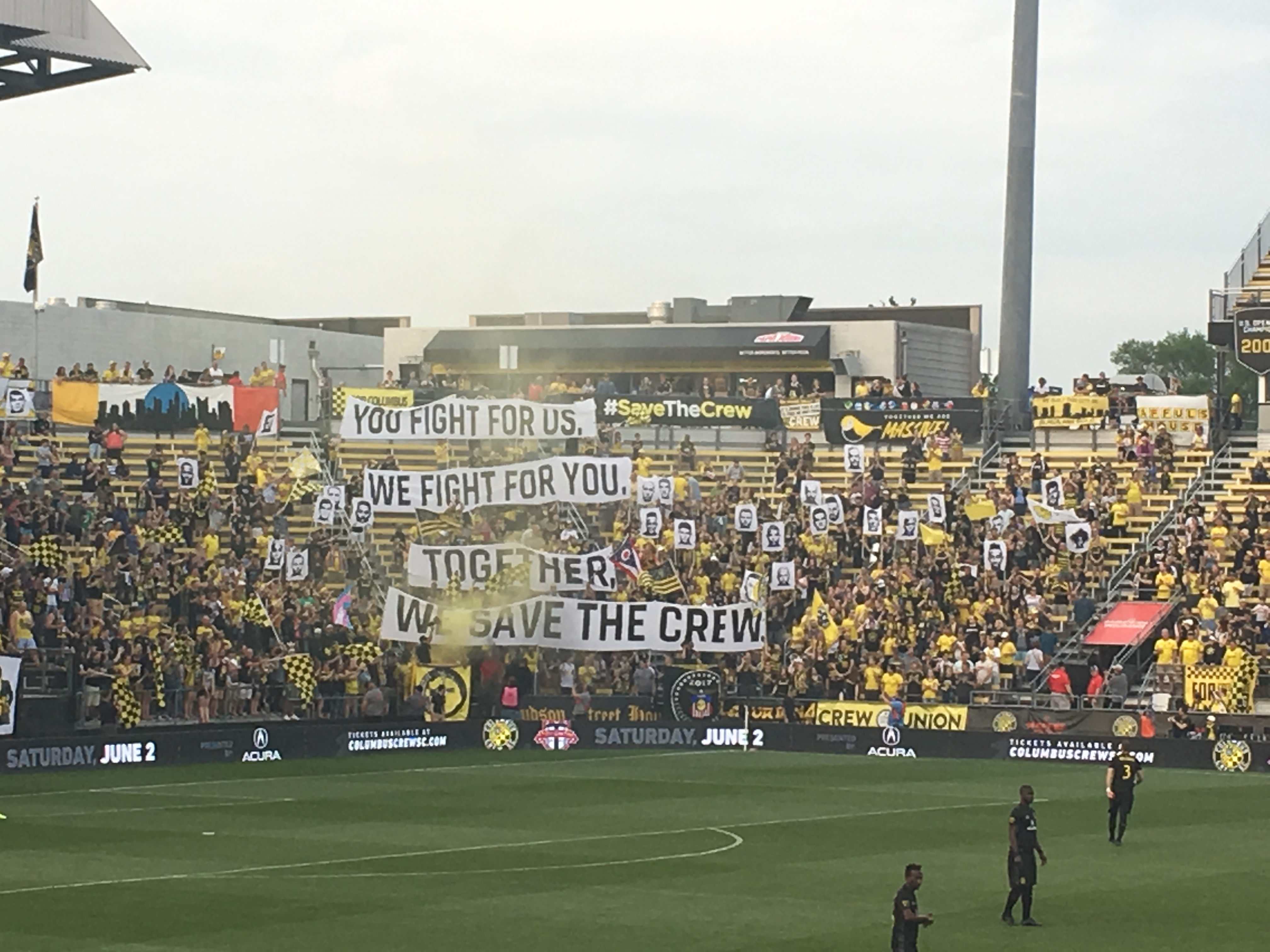
Torcedores com faixas de apoio a campanha "Save the Crew" antes de jogo contra o Chicago Fire em 2018

- US Open Cup: 2º lugar - 1998, 2010
- MLS Supporters' Shield: 4º lugar - 1998
- Trillium Cup: 2º lugar - 2011
- Campeones Cup: 2° lugar - 2024

## Estádios
- Ohio Stadium (1996–1999)
- Historic Crew Stadium (Mapfre Stadium) (1999-presente)